# Namnlösen (Floda socken, Dalarna)
Namnlösen är en sjö i Gagnefs kommun i Dalarna och ingår i Dalälvens huvudavrinningsområde.